# Stanisław Szwed (ur. 1955)
Stanisław Szwed (ur. 12 kwietnia 1955 w Bielsku-Białej) – polski polityk i związkowiec. Poseł na Sejm III, V, VI, VII, VIII, IX i X kadencji, w latach 2015–2020 sekretarz stanu w Ministerstwie Rodziny, Pracy i Polityki Społecznej, w latach 2020–2023 sekretarz stanu w Ministerstwie Rodziny i Polityki Społecznej.

## Życiorys
Od 1970 zatrudniony w Fabryce Pił i Narzędzi Wapienica w Bielsku-Białej m.in. jako elektryk. W 1980 wstąpił do NSZZ „Solidarność”. Od 1992 do 1997 i następnie w latach 2002–2005 pełnił funkcję wiceprzewodniczącego zarządu Regionu Podbeskidzie związku. W latach 1995–1998 i 2002–2005 członek Komisji Krajowej związku, a od 2006 przewodniczący Krajowego Zjazdu Delegatów NSZZ „Solidarność”. W 2006 ukończył studia z zakresu administracji publicznej w Krakowskiej Szkole Wyższej im. Andrzeja Frycza Modrzewskiego.
Sprawował mandat posła III kadencji z ramienia Akcji Wyborczej Solidarność. Należał do Ruchu Społecznego AWS. W wyborach parlamentarnych w 2001 bez powodzenia ubiegał się o reelekcję. W wyborach w 2005 z listy Prawa i Sprawiedliwości został wybrany na posła V kadencji w okręgu bielskim. Od 13 grudnia 2006 do 16 listopada 2007 był doradcą premiera Jarosława Kaczyńskiego ds. społecznych i kontaktów ze związkami zawodowymi. W wyborach parlamentarnych w 2007 po raz trzeci uzyskał mandat poselski, otrzymując 42 604 głosy. W wyborach w 2011 z powodzeniem ubiegał się o reelekcję, dostał 32 416 głosów. Bezskutecznie kandydował w wyborach do Parlamentu Europejskiego w 2014 i 2019.
W 2015 został ponownie wybrany do Sejmu, otrzymując 46 220 głosów. 19 listopada tego samego roku objął stanowisko sekretarza stanu w Ministerstwie Rodziny, Pracy i Polityki Społecznej. W wyborach w 2019 z powodzeniem ubiegał się o poselską reelekcję, otrzymując 65 315 głosów. Od października 2020, po przekształceniach w strukturze rządu, sekretarz stanu w Ministerstwie Rodziny i Polityki Społecznej. W 2023 po raz kolejny utrzymał mandat poselski (z wynikiem 57 055 głosów). W grudniu tego samego roku zakończył pełnienie funkcji wiceministra.
W 2007 „Tygodnik Solidarność” uhonorował go tytułem „Człowieka Roku 2006”. Otrzymał także Medal „Pro Consertatione Mundi”. Ojciec sędzi Anny Szwed-Szczygieł.